# Dolmen de Purifaing
Le « dolmen » de Purifaing est un édifice situé à Saint-Étienne-lès-Remiremont, dans le département des Vosges, en région Grand Est.

## Situation
L'édifice se trouve en forêt dans une pente du versant ouest du massif de Purifaing, à l'ouest de La Forge et à l'est d'Éloyes, dans le département des Vosges, en France.

## Description
L'édifice polygonal a une longueur d'environ 2 m pour une hauteur de 80 cm. La largeur est de 1,8 m directement derrière l'accès et au centre et de 1,2 m à l'extrémité arrière. L'accès a une largeur d'environ 60 cm. L'édifice est orienté nord-sud, avec l'accès au nord. Les côtés ouest et nord sont constitués de grandes dalles. Sur le côté est, une grande dalle est complétée par sept petites pierres disposées en arc. La chambre est recouverte de six dalles ovales qui se chevauchent. Le caractère mégalithique de l'édifice n'est pas démontré, il pourrait s'agir d'un abri de bûcheron.